# 43-as villamos (Bécs)
A bécsi 43-as jelzésű villamos Schottentor és Neuwaldegg között közlekedik 6 km hosszú vonalon, biztosítva Hernals, Dornbach és Neuwaldegg városrészek belvárosi kapcsolatát. A járaton felül még 44-es jelzéssel is közlekednek járatok, kicsit más útvonalon.

## Története
A 43-as villamos 1907. március 13-án indult el, felső végállomása akár csak ma, Neuwaldegg volt. Akkoriban viszont még nem létezett a mai Schottentor többszintes csomópont, így az alsó végállomása Schottengasse volt. A viszonylat 53 évig változatlan útvonalon közlekedett. 1960. február 13-án azonban megszűnt a Schottengasse, mint végállomás és egy évig az Universitätsstraße vette át a végállomás szerepet. Egy év múlva (1961. április 29-én) az újonnan átadott Schottentor csomópontba került a végállomása, ahol a felső hurokban kapott helyet. Így kialakult a mai útvonala Schottentor és Neuwaldegg végállomásokkal.

A 43-as villamost 1981. március 1-én megszüntették, pótlására a 2-es villamost szervezték át, ami Neuwaldegg – Schottentor – Ring útvonalon közlekedett. Ezt a változtatást négy év múlva visszacsinálták és 1985 első napjától kezdődően újra közlekedik a 43-as villamos -az 1961-es állapotoknak megfelelően- Neuwaldegg és Schottentor között.

## Járművek
A viszonylaton E1-es villamosok Lohner C4-es pótkocsival összekapcsolva járnak, továbbá 2002 óta ULF járművek is közlekednek. 2002. november 23-án az ULF B, majd 2009. július 6-án az ULF B1 típusváltozatok jelentek meg.

## Megállóhelyei
| 43 (Schottentor ◄► Neuwaldegg) | 43 (Schottentor ◄► Neuwaldegg) | 43 (Schottentor ◄► Neuwaldegg) | 43 (Schottentor ◄► Neuwaldegg)               | 43 (Schottentor ◄► Neuwaldegg) |
| Perc (↓)                       | Megállóhely                    | Perc (↑)                       | Átszállási kapcsolatok                       |                                |
| ------------------------------ | ------------------------------ | ------------------------------ | -------------------------------------------- | ------------------------------ |
| 0                              | Schottentor végállomás         | 25                             | U2 1, 37, 40, 41, 42, 44, 71, D, U2Z 1A, 40A |                                |
| 3                              | Landesgerichtsstraße           | 22                             | 44                                           |                                |
| 4                              | Lange Gasse                    | 20                             | 5, 33, 44                                    |                                |
| 5                              | Skodagasse                     | 19                             | 44 13A                                       |                                |
| 6                              | Brünnlbadgasse                 | 18                             | 44                                           |                                |
| 9                              | Alser Straße                   | 16                             | U6                                           |                                |
| 10                             | Palffygasse                    | 14                             |                                              |                                |
| 12                             | Elterleinplatz                 | 12                             | 9                                            |                                |
| 13                             | Rosensteingasse                | 11                             | 9                                            |                                |
| 15                             | Hernals, Wattgasse             | 9                              | 10A, 42A                                     |                                |
| 18                             | Hernals                        | 7                              | S45 42A, 44A                                 |                                |
| 19                             | Dornbach                       | 5                              | 2, 10 44A, 44B                               |                                |
| 21                             | Dornbacher Straße              | 3                              | 44A                                          |                                |
| 22                             | Himmelmutterweg                | 1                              |                                              |                                |
| 24                             | Neuwaldegg végállomás          | 0                              | 43A                                          |                                |

## Galéria

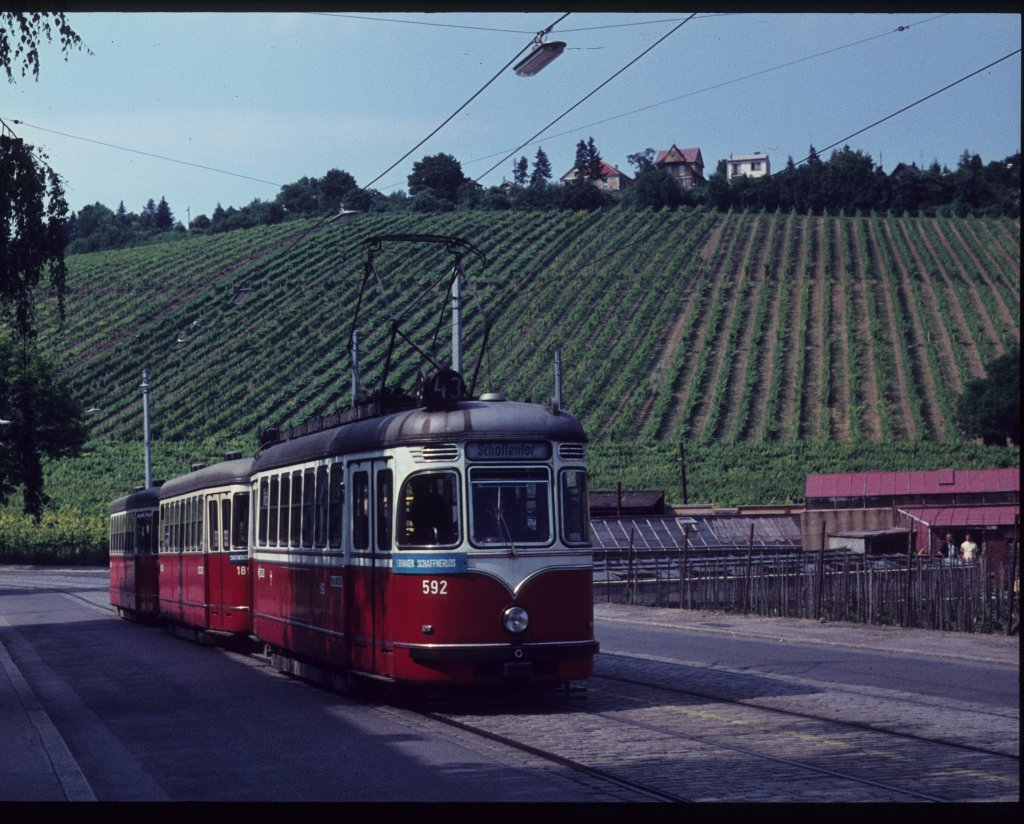
L4 típusú jármű 1971-ben
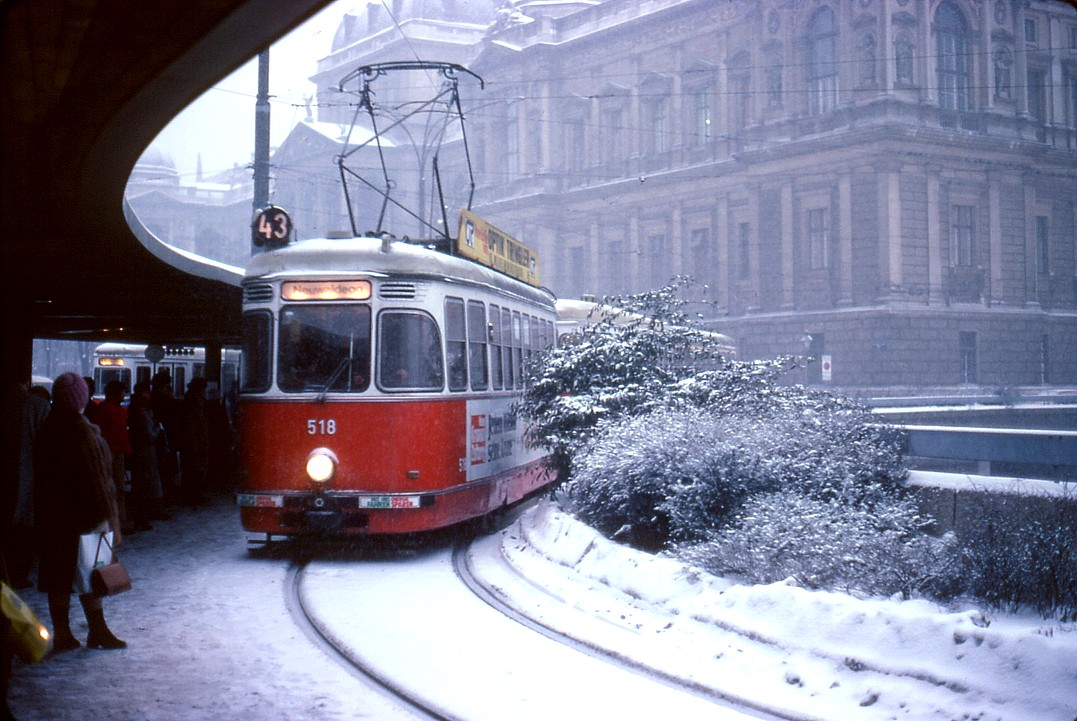
Schottentor végállomás 1980-ban...
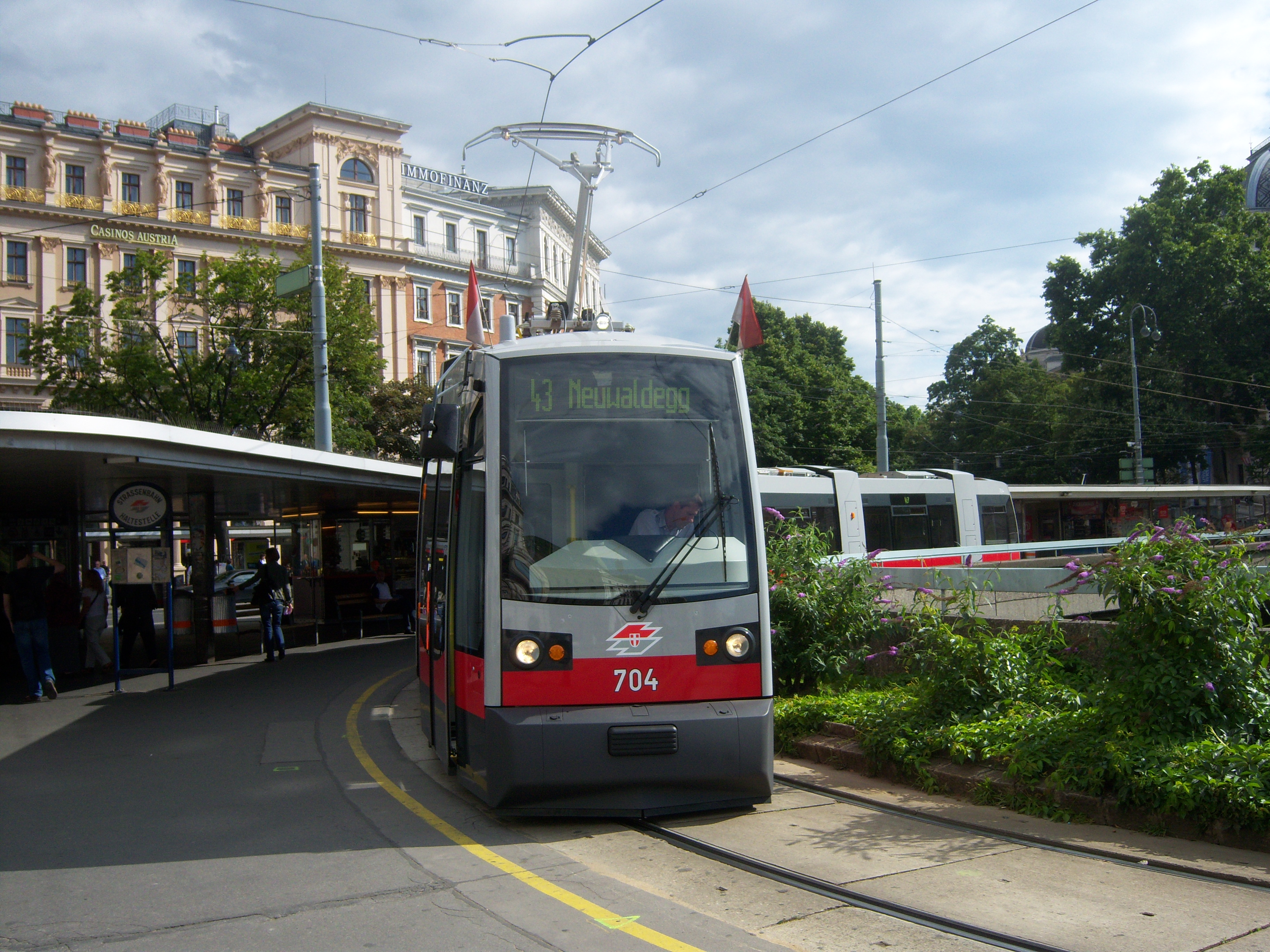
...és napjainkban
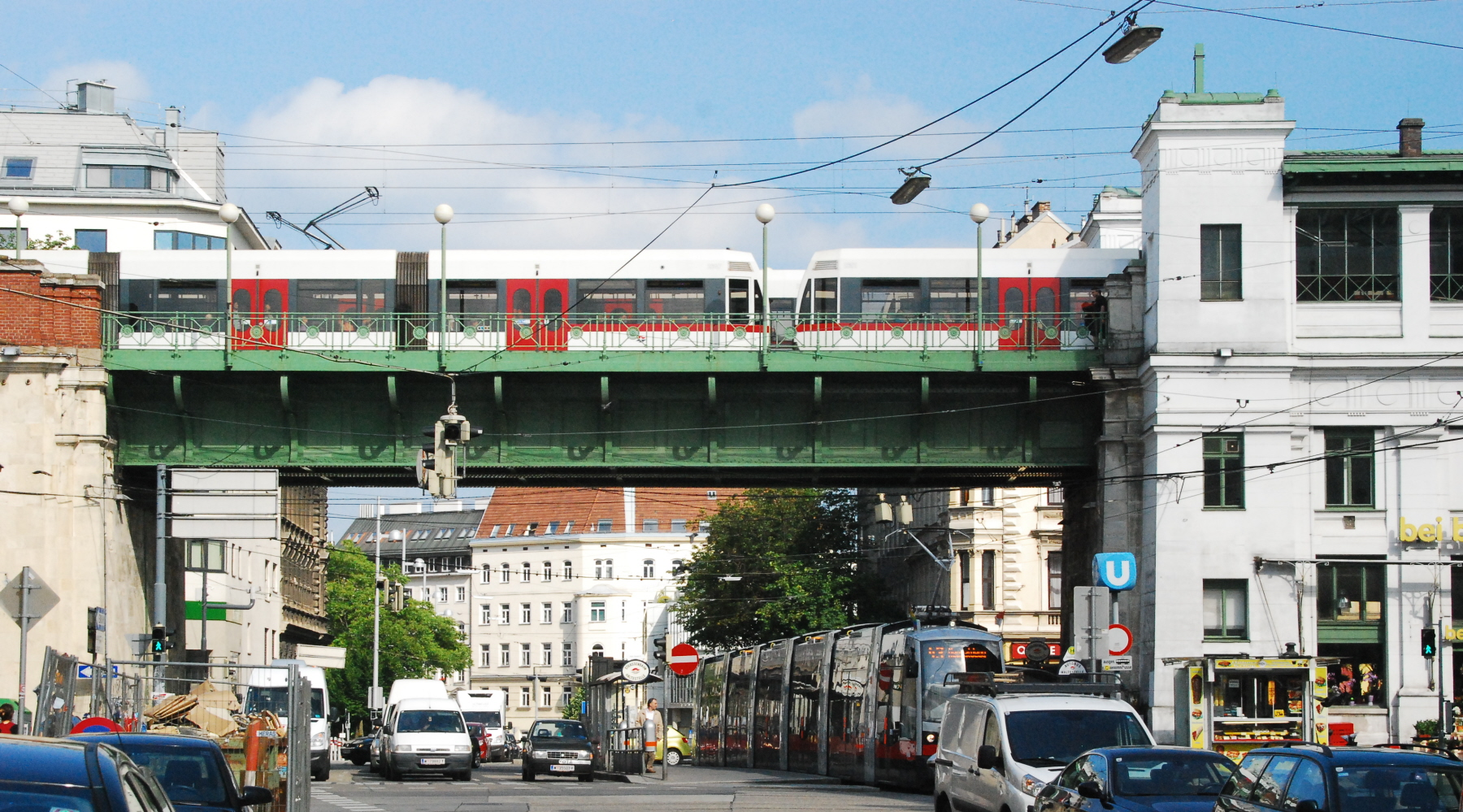
Alser Straße állomásnál a villamos alulról keresztezi az U6-os metrót
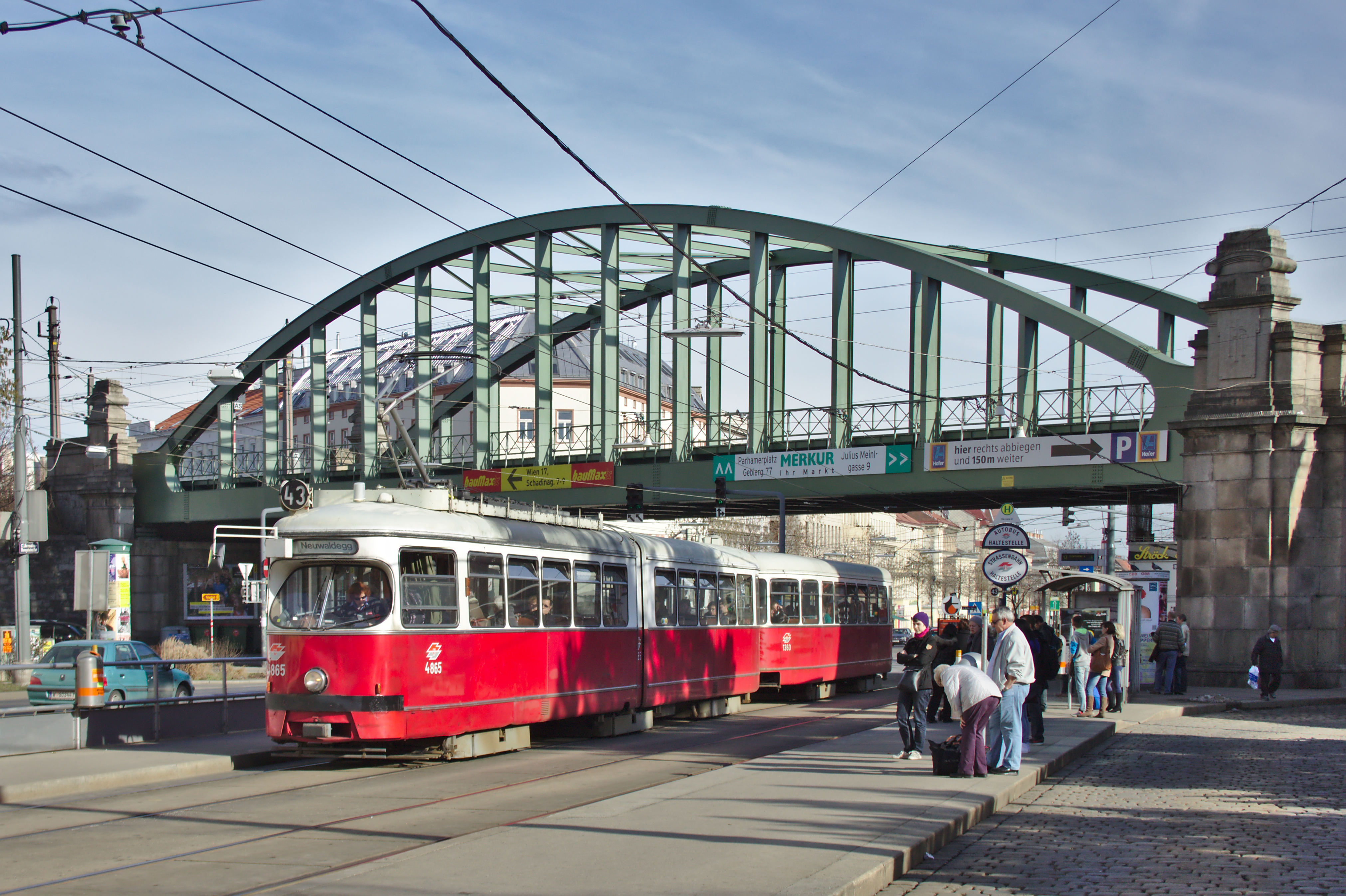
Hernals megállónál a régi Stadtbahn hídja alatt